# John Whitham

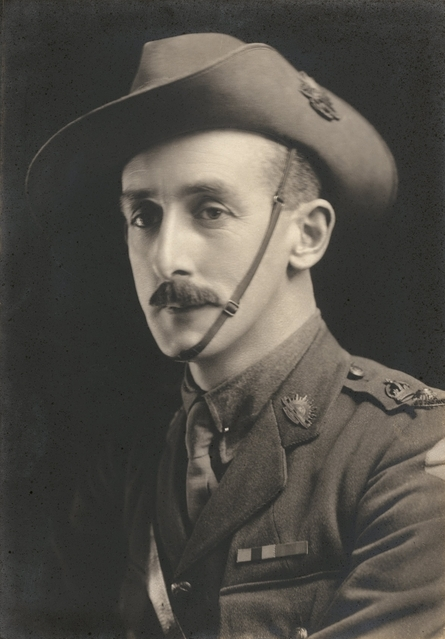
Oberstleutnant John Whitham (1919)

John Lawrence Whitham, CMG, DSO (* 7. Oktober 1881 in Jamalpur, Bengalen, Britisch-Indien; † 12. Mai 1952 in Concord, Sydney, New South Wales), war ein australischer Generalleutnant.

## Leben

### Burenkrieg und Erster Weltkrieg
John Lawrence Whitham war der Sohn von Lawrence Yates Whitham, der als Major in der Britisch-Indischen Armee diente, sowie dessen Ehefrau Ellen Whitman. 1886 übersiedelte die Familie nach Hobart in Tasmanien, wo der Vater Polizist wurde. Er selbst arbeitete nach der Schulausbildung als Angestellter und trat 1898 in die Freiwilligentruppe ein. Als Quartiermeister-Sergeant der tasmanischen Kompanie des 3. Bataillons des Gebirgsinfanterieregiments Australian Commonwealth Horse nahm er 1902 am Zweiten Burenkrieg teil und blieb anschließend bis 1904 als Polizist in der Kapkolonie. Nach seiner Rückkehr absolvierte er eine Ausbildung bei den Tasmanian Senior Cadets und erhielt 1904 seine Beförderung zum Leutnant der Freiwilligentruppe, ehe er im Juli 1910 als Leutnant als Berufssoldat in die Australian Citizens Military Force übernommen wurde. Er war zunächst im Verwaltungs- und Ausbildungsstab in South Australia tätig und wurde 1912 Offizier im Stab des Generalinspektors.

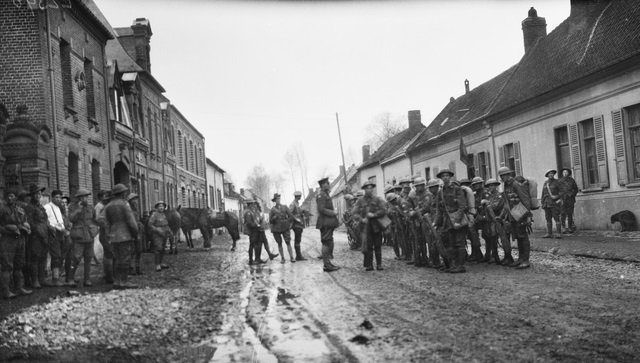
Teile des 2. Infanteriebataillons nach zweiten Schlacht von Dernancourt am 5. April 1918.

Bei Ausbruch des Ersten Weltkrieges war Whitham Hauptmann sowie Kompaniechef im 12. Bataillon und wurde mit diesem als Angehöriger der Australian Imperial Force (AIF) am 20. Oktober 1914 nach Ägypten verschifft. Im Anschluss erfolgte die Verlegung an die Westfront. Am 25. April 1915 wurde er verwundet und übernahm nach seiner Rückkehr im Mai 1915 als Major den Posten als stellvertretender Kommandeur des Bataillons. Am 4. August 1915 wurde ihm der vorübergehende Dienstgrad eines Oberstleutnants (Temporary Lieutenant-Colonel) verliehen und er übernahm den Posten als Bataillonskommandeur. Nachdem er im September 1915 erkrankte, wurde er am 1. Februar 1916 nach Ägypten zurückverlegt und war dort zunächst stellvertretender Assistierender Adjutant und Generalquartiermeister sowie anschließend vom 10. Juli bis zum 22. September 1916 Assistierender Adjutant und Generalquartiermeister der 2. Infanteriedivision. Nachdem er zwischen dem 23. September und dem 30. November 1916 Assistierender Generaladjutant im Verwaltungshauptquartier der Australian Imperial Force in Großbritannien war, wurde er wieder an die Westfront versetzt. 1916 wurde er Companion des  Order of St Michael and St George (CMG).
Dort war Oberstleutnant Whitham vom 1. Dezember 1916 bis zum 30. Juni 1917 Assistierender Generaladjutant der AIF in Frankreich sowie anschließend zwischen dem 1. Juli 1917 und dem 16. Mai 1918 Kommandeur der des 52. Infanteriebataillons, mit dem er bei Ypern an der dritten Flandernschlacht (31. Juli bis 6. November 1917), der zweiten Schlacht von Dernancourt am 5. April 1918 sowie zwischen dem 24. und 25. April 1918 an der zweiten Schlacht von Villers-Bretonneux teilnahm. Im Anschluss war er vom 17. Mai bis zum 21. Dezember 1918 Kommandeur des 49. Infanteriebataillons und wurde für seine Verdienste im Ersten Weltkrieg 1918 mit dem Distinguished Service Order (DSO) ausgezeichnet.

### Zwischenkriegszeit und Zweiter Weltkrieg

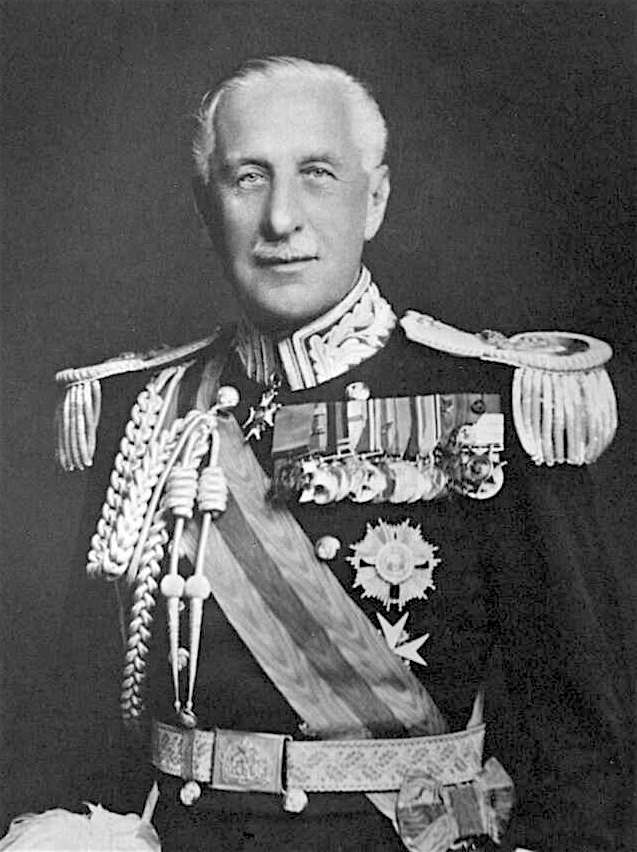
Generalmajor Whitham war zwischen 1937 und 1938 Aide-de-camp des Generalgouverneure Australiens, Alexander Hore-Ruthven, 1. Baron Gowrie.

Nach Kriegsende blieb John Whitham zunächst vom 22. Dezember 1918 bis zum 29. Juni 1919 als australischer Verbindungsoffizier zur British Expeditionary Force (BEF) in Frankreich, ehe er nach seiner Rückkehr zwischen dem 1. August 1919 und dem 21. Januar 1920 Verbindungsoffizier bei Verteidigungsminister George Pearce war. Dort wurde ihm am 1. November 1919 der Brevet-Rang eines Oberstleutnants verliehen. Nachdem er zwischen dem 22. Januar 1920 und dem 31. März 1921 das Staff College Camberley absolviert hatte, fand er vom 1. April 1921 bis zum 31. Juli 1922 Verwendung als Stabsoffizier im Büro des Generalinspekteurs im Hauptquartier der Australian Army sowie anschließend zwischen dem 1. August 1922 und dem 31. Dezember 1924 als Stabsoffizier im Büro des Adjutanten und Generalquartiermeisters der 4. Infanteriedivision. Zugleich war er vom 1. September 1923 bis zum 31. Dezember 1924 Kommandeur der Ausbildungsgruppe dieser Division sowie danach zwischen dem 1. Januar 1925 und dem 31. Dezember 1927 Stabsoffizier in der Allgemeinen Abteilung der 3. Infanteriedivision.
Danach fungierte Whitham zwischen dem 1. Januar 1928 und dem 30. Juni 1933 als Direktor für Organisation und Personaldienste im Hauptquartier der Australian Army. Als solcher wurde er am 1. Juli 1928 zum Oberstleutnant befördert und erhielt zeitgleich den Brevet-Rang als Oberst. Danach war er vom 1. Juli 1933 bis zum 31. Mai 1935 sowohl Kommandeur (Commanding Officer) der Feldtruppen als auch kommissarischer Kommandeur des in den Anglesea Barracks in Hobart stationierten 6. Militärbezirks. Am 1. Juni 1935 wurde er zum Oberst befördert und erhielt zugleich den vorübergehenden Dienstgrad eines Brigadegenerals (Temporary Brigadier), woraufhin er vom 1. Juni 1935 bis zum 30. Juni 1937 ebenfalls in Personalunion Kommandeur der 1. Gemischten Brigade (1st Mixed Brigade) sowie kommissarischer Kommandeur des in Brisbane stationierten 1. Militärbezirks war. Nach seiner Beförderung zum Generalmajor (Major-General) am 1. Juli 1937 war er zwischen dem 1. Juli 1937 und dem 1. Mai 1940 Befehlshaber (General Officer Commanding) der 4. Infanteriedivision (4th Australian Infantry Division). Daneben war er zusätzlich vom 1. Juli 1937 bis zum 1. November 1939 kommissarischer Kommandeur des in Melbourne stationierten 3. Militärbezirks sowie ferner vom 1. August 1937 bis zum 9. Juni 1938 auch Adjutant (Aide-de-camp) des Generalgouverneure Australiens, Alexander Hore-Ruthven, 1. Baron Gowrie.
Nachdem John Lawrence Whitham am 2. Mai 1940 den vorübergehenden Dienstgrad eines Generalleutnants (Temporary Lieutenant-General) verliehen bekam, fungierte er während des Zweiten Weltkrieges zwischen dem 2. Mai 1940 und dem 24. Juli 1941 sowohl als Oberkommandierender des Süd-Kommandos (General Officer Commander in Chief Southern Command) als auch als Kommandeur des in Melbourne stationierten 3. Militärbezirks. Am 24. Juli 1941 schied er mit halbem Sold (Half-pay) zunächst aus dem aktiven Militärdienst, ehe er am 7. Oktober 1941 in den Ruhestand trat. Mit seinem Eintritt in dem Ruhestand wurde ihm der Rang eines Generalleutnants ehrenhalber (Honorary Lieutenant-General) verliehen.